# Os pisiforme secundarium
Het os pisiforme secundarium of os ulnare antebrachii is een extra handwortelbeentje, dat bij een klein deel van de bevolking voorkomt. Het is gelegen aan de palmaire zijde van de handwortel. Daar ligt het ulnair van het os triquetrum en proximaal van het os pisiforme in de pees van de musculus flexor carpi ulnaris. Het os pisiforme secundarium moet niet worden verward met een van de normale botopbouwpunten van het os pisiforme. Mogelijk vormt het sesambeentje een gewrichtsverbinding met het os triquetrum.
Op röntgenfoto's wordt een os pisiforme secundarium soms onterecht aangemerkt als afwijkend, losliggend botdeel of als fractuur.

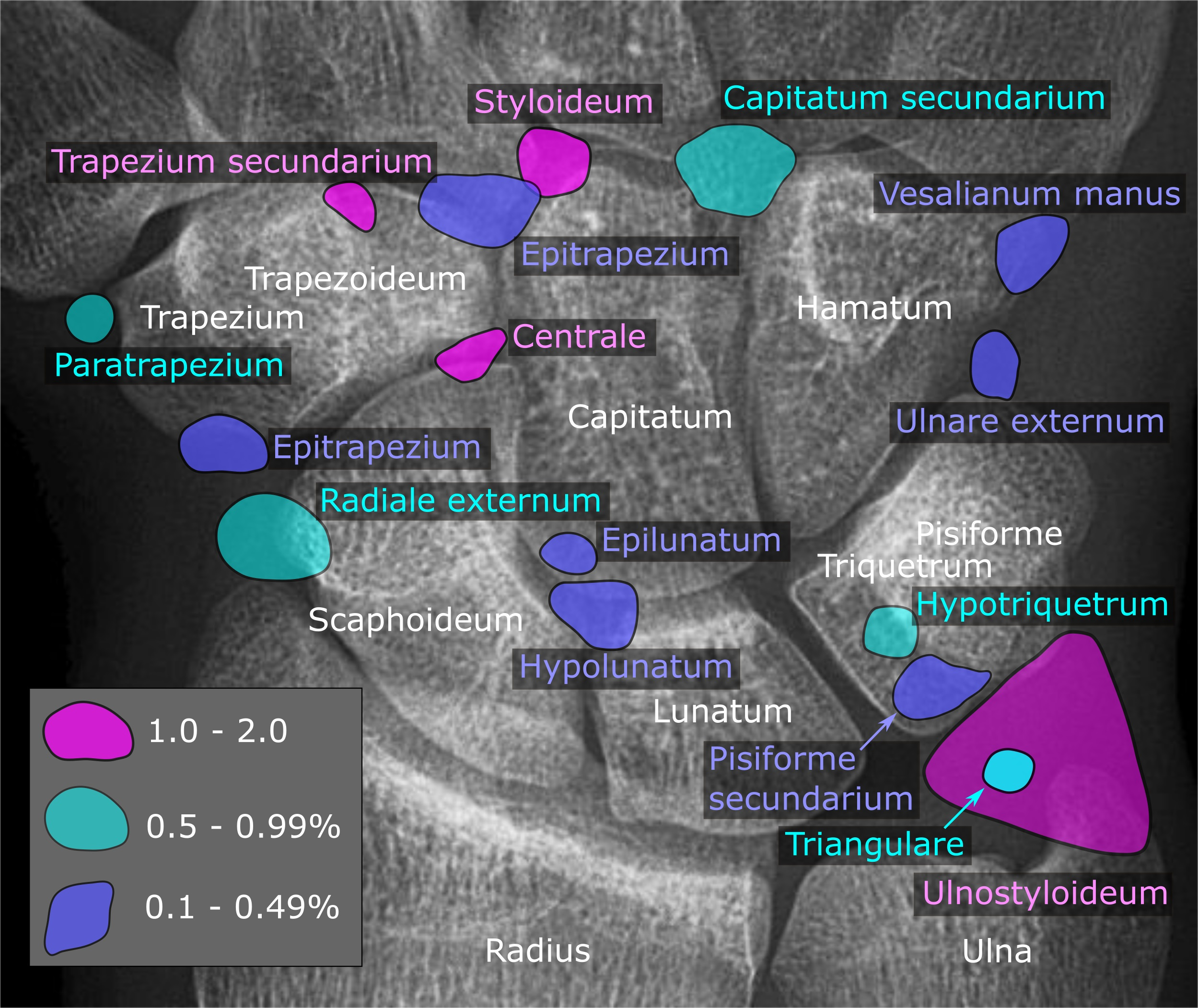
Röntgenfoto van de linker pols, met de extra handwortelbeentjes gekleurd naar hun prevalentie.